# Cornelius Peter Bock
Cornelius Peter Bock (* 8. Juni 1804 in Aachen; † 10. Oktober 1870 in Freiburg im Breisgau) war ein deutscher Archäologe, Kunsthistoriker und Universitätsprofessor.

## Leben
Der Sohn aus einer alten Patrizier-Familie Aachens absolvierte nach seiner Gymnasialzeit zunächst Studiensemester an der Universität Bonn bei Barthold Georg Niebuhr (1776–1831), bevor er anschließend zur Universität Heidelberg und zur Universität Freiburg wechselte. Hier in Freiburg wurde Bock insbesondere von Johann Leonhard Hug (1765–1846) geprägt sowie von Joseph Görres (1776–1848), den er zwischenzeitlich in Straßburg kennengelernt hatte und mit dem ihn eine lange intensive Freundschaft verband. Bereits während dieser Jahre publizierte er unter dem Pseudonym „Christodorus“ kleinere poetische und literarische Beiträge für namhafte Zeitschriften und Almanachs jener Zeit.
In den Jahren 1826 bis 1829 befasste sich Bock in Italien mit archäologischen und romanischen Studien und arbeitete hier vor allem mit Eduard Gerhard (1795–1867) und dem von ihm 1828 gegründeten „Instituto di Corrispondenza Archeologica“ zusammen, welches später in das Deutsche Archäologische Institut umbenannt worden war.
Nachdem Cornelius Peter Bock 1829 aus familiären Gründen nach Aachen zurückgekehrt war, wurde er am 28. Dezember 1831 zunächst zum außerordentlichen und ab dem 6. April 1833 zum ordentlichen Professor für Altertumskunde an die Universität Marburg berufen. Doch frustriert von gewissen organisatorischen Unzulänglichkeiten kehrte er bereits wenige Wochen später wieder nach Aachen zurück, bevor er 1840 nach Brüssel übersiedelte. Hier verkehrte Bock nach seiner Heirat mit Josephine Lefebvre, seiner zweiten Frau und Tochter eines belgischen Staatsmannes, in erlauchten Kreisen und wurde bald Ehrenmitglied der Königlichen Akademie der Wissenschaft und Schönen Künste von Belgien. Er beteiligte sich intensiv an entsprechenden Publikationen und seine dort weitergeführten Studien der Geschichte und der Altertümer sollten auch für seine Heimatstadt Aachen von Vorteil sein. So setzte er sich unter anderem im Jahre 1843 in seinem Aufsatz Das Rathaus zu Aachen für die unveränderte Erhaltung des historischen Krönungssaales ein, dessen notwendige Restauration durch den Aachener Oberbürgermeister Johann Contzen (1809–1875) veranlasst werden musste.
Nach dem frühen Tod seiner Frau verließ Bock Brüssel und reiste über Stuttgart, wo er mit Christoph Friedrich Stälin und Wolfgang Menzel (1798–1873) verkehrte, und über Graz nach Freiburg im Breisgau, wo er 1858 eine Stelle als Honorarprofessor an seiner alten Universität antrat. Hier hielt er bis zu seinem Lebensende Vorlesungen über altchristliche Literatur und Kunstgeschichte, spätere über römische Kaisergeschichte sowie französische und italienische Literatur, und er beschäftigte sich hier vor allem mit Dante. Daneben verfasste er zahlreiche Aufsätze für das Freiburger Diözesan-Archiv mit hauptsächlich regional bezogenen kirchenhistorischen Themen. Hier in Freiburg fand er durch eine dritte Heirat mit der Freifrau Elise de Fabert nochmals sein Lebensglück, bevor er schließlich im Jahre 1870 an den Folgen eines Schlaganfalls verstarb.
Cornelius Peter Bock war ein überzeugter Katholik und bedauerte, wie sein kurz vor ihm verstorbener Freund und Historiker Charles de Montalembert (1810–1870), die erneute Überhandnahme des Absolutismus und den Verfall der Wissenschaft in der Kirche. Politisch galt er als Förderer einer großdeutschen föderalistischen Richtung und konnte sich mit der Auflösung des Deutschen Bundes im Jahre 1866 somit nicht anfreunden.
In einem Nekrolog von Alfred von Reumont (1808–1887), erschienen in der Augsburger Allgemeinen Zeitung Nr. 322 von 1870, wurde an die Verdienste Cornelius Peter Bocks in ausführlicher Form erinnert. Nach seinem Tod wurden seine umfangreiche Aufsatz- und Literatursammlungen der Stadtbibliothek Aachen übertragen.

## Schriften (Auswahl)
- Karls d. Großen Grabmal. Aachen 1837
- Das Rathaus zu Aachen 1843 [Buch]
- Die Reiterstatue des Ostgothenkönigs Theodorich vor dem Pallaste Karl d. Gr. zu Aachen. In: Jahrbücher des Vereins von Altertumsfreunden im Rheinlande.  5/6, 1844, S. 1–170
- Die bildlichen Darstellungen in Ingelheim. In: Niederrheinisches Jahrbuch 1844
- Die Säule von Cussy, ein Denkmal des Kaisers Probus. In: Jahrbücher des Vereins von Alterthumsfreunden im Rheinlande. Band 8, 1846, S. 1–51 (Digitalisat).
- Les dernières solennités des jeux Capitolins à Rome; 1849 [Sonderdruck]
- L'amphithéatre de Constantinople; 1849 [Sonderdruck]
- Notices sur plusieurs ouvrages d'art antiques qui sont mentionnés ou décrits par les auteurs du Moyen Age; 1849 [Sonderdruck]
- mit Louis-Joseph Alvin: Église abbatiale de Nivelles. Sculptures du XIme siècle. Brüssel 1850 (Digitalisat).
- Der Bildercyclus in der Vorhalle des Freiburger Münsters; 1862 [Sonderdruck], 1862
- mit Karl Zell: Die Kirche der Benedictiner-Abtei Petershausen bei Konstanz;  1867
- Eine Reliquie des Apostels der Deutschen oder Aenigmata s. Bonifacii; In: Freiburger Diözesan-Archiv 1868
- Das Kreuz als Signatur des christlichen Kirchenbaues; in Freiburger Christliche Kunstblätter, 1869